# Dad Rocks!
Snævar Njáll Albertsson, bedre kendt som Dad Rocks! er en sanger og multiinstrumentalist fra Island.